# Sinne, Kobeleakî
Sinne (în ucraineană Сінне) este un sat în comuna Vasîlivka din raionul Kobeleakî, regiunea Poltava, Ucraina.

## Demografie
Componența lingvistică a localității Sinne
     Ucraineană (97,87%)
     Rusă (2,13%)
Conform recensământului din 2001, majoritatea populației localității Sinne era vorbitoare de ucraineană (97,87%), existând în minoritate și vorbitori de rusă (2,13%).